# Industriekanal

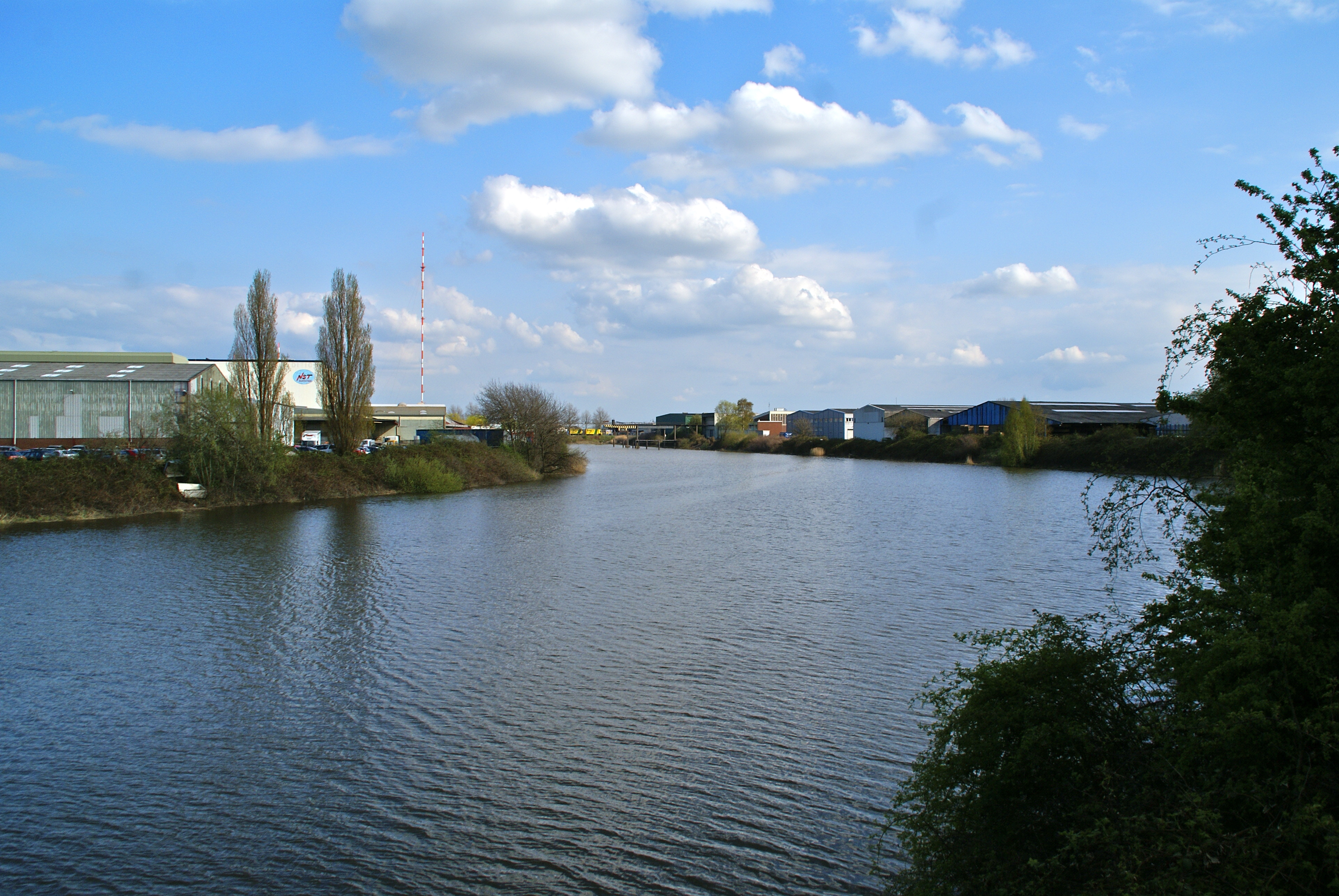
Industriekanal, Blick von der Pinkertbrücke

Karte des südlichen Teils des Industriegebiets Billbrook/Rothenburgsort mit dem Industriekanal

Der Industriekanal ist ein Kanal im Hamburger Stadtteil Billbrook. Er ist 870 Meter lang und durchgängig 70 Meter breit. Der Kanal dient der Erschließung des südöstlichen Teils des Industriegebiets Billbrook/Rothenburgsort und wurde 1924 ausgehoben.
Der Kanal zweigt vom Tidekanal in südlicher Richtung ab (Lage). Nach 265 Metern unterquert er die Pinkertbrücke. Kurz danach biegt der Kanal in südöstliche Richtung ab und endet an der Moorfleeter Straße (Lage). Ursprünglich reichte der Kanal noch 690 Meter weiter und damit bis zur Verbindungslinie der Enden von Tidekanal und Moorfleeter Kanal (Lage). Seit den 1970er Jahren wird dieses Teilstück auf Karten als verfüllt dargestellt.
Der Industriekanal ist eine Landeswasserstraße und gehört zum Hafennutzungsgebiet des Hamburger Hafens. Er ist Teil des Tidehafens und fällt während des Niedrigwassers vollständig trocken.
Am verkürzten Ende des Industriekanals lag von 1976 bis 2003 das Autokino Billbrook.